# Cabo Renard

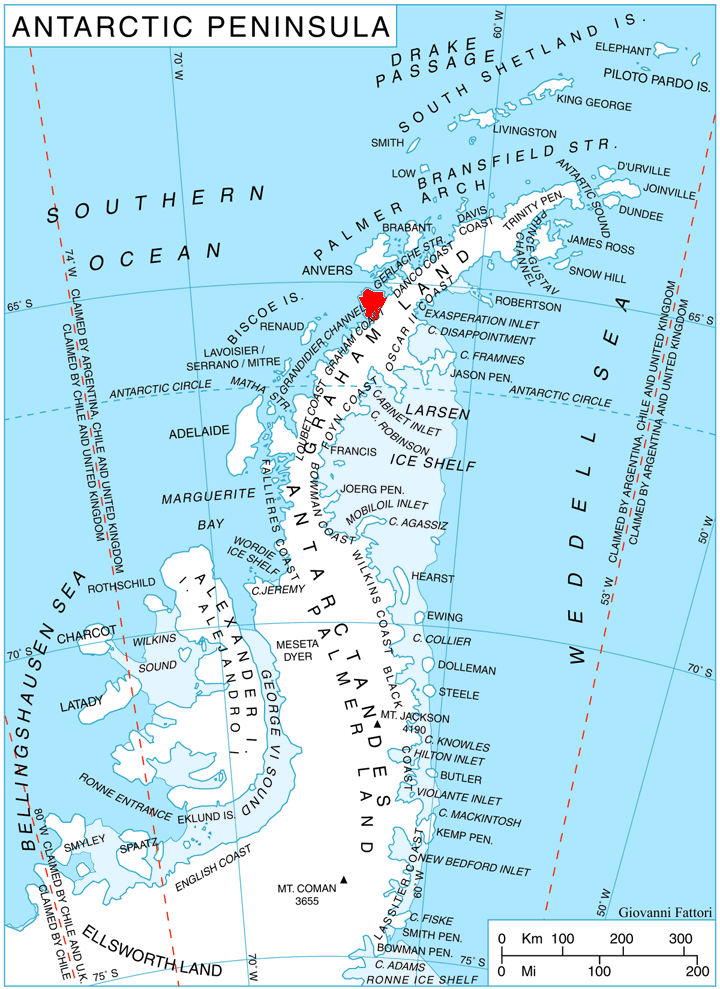
Localização da Península Kiev na Terra de Graham, Península Antártica.

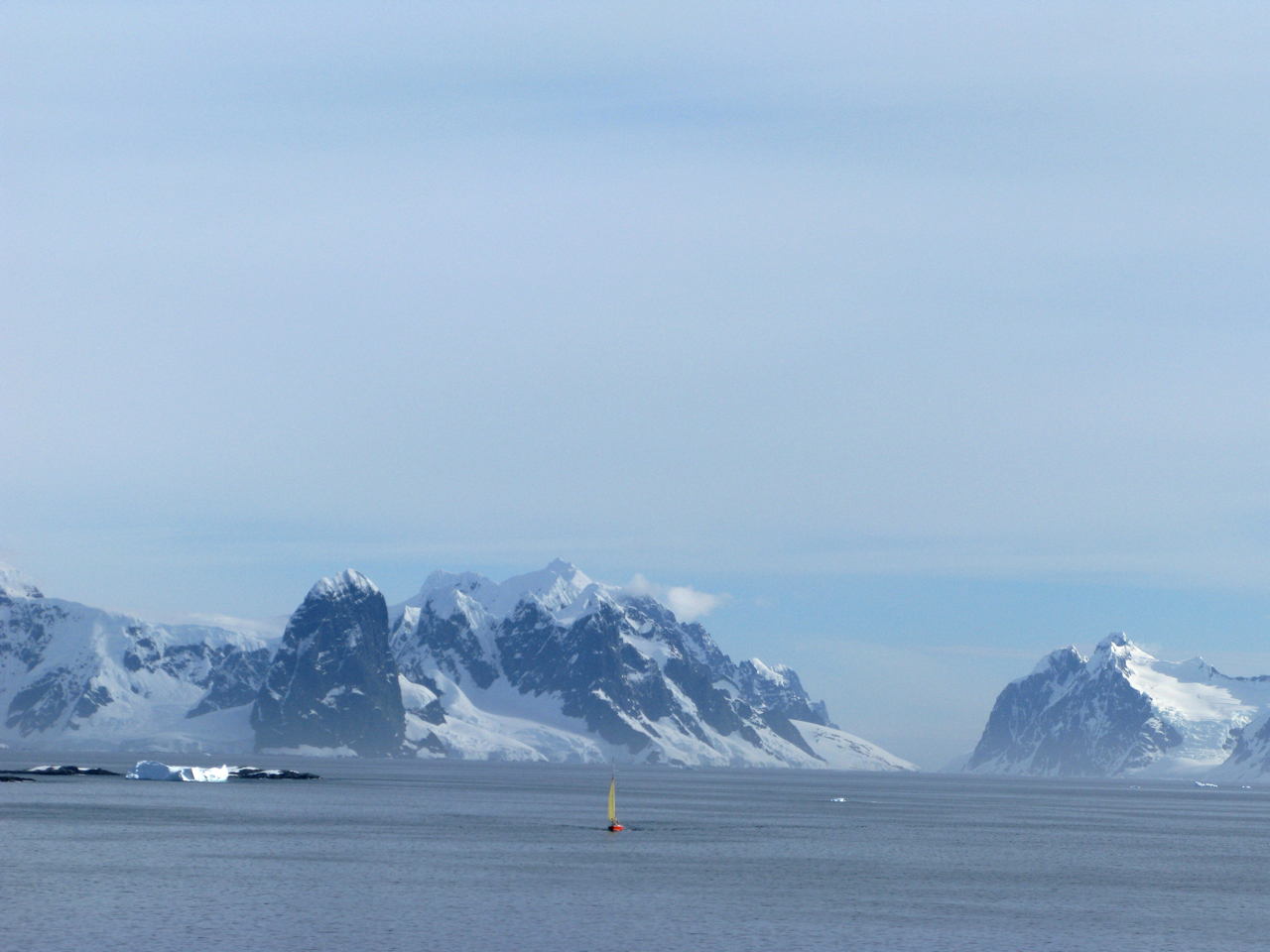
O cabo Renard com as Tetas de Una à esquerda, Ilha Booth à direita e entre eles o Canal Lemaire

O Cabo Renard (65° 01′ S, 63° 47′ O) é um cabo formando o lado sul da entrada de Baía de Flandres e separando as Costas de Danco e Graham, na costa oeste da Península Antártica. Situa-se na pequena Ilha Renard, a pouca distãncia da extremidade norte da Península Kiev, e sobrepujado pelas Tetas de Una. Descoberto em 1898 pela Expedição Antártica Belga sob o comando de Gerlache e batizada por ele com o nome do Professor A. Renard, um membro da Comissão Belga e da Academia Real Belga.